# Escudo de Aldeasoña
El escudo de Aldeasoña es el símbolo más importante de Aldeasoña, municipio de la provincia de Segovia, comunidad autónoma de Castilla y León, en España. 

## Descripción
El escudo de Aldeasoña fue oficializado, junto con la bandera de Aldeasoña, en el año 2016, y su composición responde a un conjunto de aspectos representativos del municipio: el primer cuartel denota la pertenencia del municipio a la Comunidad de Villa y Tierra de Fuentidueña, el segundo hace referencia a los afamados cangrejos de río que abundan en la localidad, y en el tercero hace referencia a la Asociación Cutlutral Fuentendrino mediante la representación de unas hojas de endrino.